# Tom & Jerry Kids
Tom & Jerry Kids (Los pequeños Tom y Jerry en Hispanoamérica y España) es una serie animada de televisión coproducida por Hanna-Barbera y Turner Entertainment Co., donde el famoso dúo del gato y el ratón aparecen representados como niños. Se estrenó en Fox el 8 de septiembre de 1990 y se emitió como el primer programa del bloque de programación infantil Fox Kids, y fue la segunda serie de televisión de Tom y Jerry producida por Hanna-Barbera después de El show de Tom y Jerry en 1975.
La serie es más o menos parecida a la "vieja" versión de los 114 cortometrajes clásicos. En términos de violencia, son menos violentos que sus predecesores, en parte similar a ser producida por los creadores William Hanna y Joseph Barbera, fundadores de Hanna-Barbera y ex personal de MGM Cartoon Studio.
Un dato que no está en el texto es que “Tom & Jerry Kids” tuvo un total de 4 temporadas y 65 episodios, emitidos entre 1990 y 1994. Además, la serie presentó versiones jóvenes de otros personajes clásicos de la franquicia, como Spike y Tyke (el perro bulldog y su hijo) y Droopy y Dripple (el perro sabueso y su hijo).

## Segmentos

### Tom and Jerry Kids
Los dibujos animados de Tom y Jerry Kids se basan en los cortos clásicos, Tom y Jerry, pero están protagonizados por el gatito y el ratón. Permanecen en silencio como sus yo mayores y ambos intentan burlarse mutuamente, exactamente como en los cortos originales. Algunas de las tramas y chistes se reciclan de viejos dibujos animados de Tom y Jerry, pero la violencia se reduce para los espectadores más jóvenes.

### Spike y Tyke
Los segmentos de Spike y Tyke están basados en los personajes Spike y Tyke de la serie original de Tom y Jerry. Curiosamente, Spike todavía es un adulto y Tyke es un poco mayor en esta serie. Spike todavía ama a su hijo Tyke más que a nada y disfruta pasar tiempo con él. Además, Tyke ahora tiene la capacidad de hablar, lo que significa que se ha vuelto más inteligente y listo. La dureza de Spike sólo se utiliza en ocasiones, ya que estos segmentos giran principalmente en torno a su amor por su hijo y a enseñar valores familiares. Además, Spike y Tyke son grises como en sus apariciones debut en los cortos clásicos de Tom y Jerry, con Tyke con un cuello azul.

### Droopy y Dripple
Los segmentos Droopy y Dripple presentan personajes de los cortos clásicos de Tex Avery protagonizados por Droopy. Droopy tiene un trabajo diferente en cada episodio y su hijo Dripple (una versión más pequeña e idéntica de él) siempre lo sigue como su asistente. Por lo general, los dos terminarán enfrentándose a McWolf, el lobo villano anónimo de los cortos de Avery que, envidioso de su éxito, usará cualquier truco sucio contra ellos para ganar, pero inevitablemente falla. La bella Miss Vavoom (Red en los cortos de Avery) es otra posible fuente de conflicto entre los dos, ya que ambos están enamorados de ella y ella, o un beso suyo, suele ser el premio de algún tipo de competencia. Sus segmentos de "detectives" se derivaron más tarde en Droopy, Master Detective.

### Blast-Off Buzzard
La temporada 4 presenta una nueva adaptación del segmento Blast-Off Buzzard de Los osos mañosos donde los personajes realmente hablan. En estos segmentos, Blast-Off Buzzard lidera a su pandilla de Buzzards mientras intentan atrapar a Crazylegs. Sólo se hicieron dos episodios.

## Episodios
| Temporada | Temporada | Segmentos | Episodios | Episodios | Emisión original         | Emisión original        |
| Temporada | Temporada | Segmentos | Episodios | Episodios | Primera emisión          | Última emisión          |
| --------- | --------- | --------- | --------- | --------- | ------------------------ | ----------------------- |
|           | 1         | 39        | 13        | 13        | 8 de septiembre de 1990  | 1 de diciembre de 1990  |
|           | 2         | 39        | 13        | 13        | 14 de septiembre de 1991 | 7 de diciembre de 1991  |
|           | 3         | 78        | 26        | 26        | 12 de septiembre de 1992 | 13 de diciembre de 1992 |
|           | 4         | 39        | 13        | 13        | 11 de septiembre de 1993 | 4 de diciembre de 1993  |

## Reparto
- Charlie Adler - Dripple, Lightning Bolt the Super Squirrel, Crazylegs, Rap Rat, Urfo's Mother
- William Callaway - Slowpoke Antonio
- Pat Fraley - Kyle the Cat, Yolker, Zebra, Tyrone the Tiny
- Teresa Ganzel - Miss Vavoom, Skier ("Downhill Droopy"), Lt. Lucy, White Tabby
- Dick Gautier - Balón (Spike)
- Phil Hartman - Calaboose Cal, Hot Dog Vendor, Inspector De Paws
- Don Messick - Droopy, Bat Mouse, Narrador
- Frank Welker - Tom, Jerry, Lobo McWolf, Wild Mouse, Urfo, Moncy, Bat Cat, Ants, Caveman, Chino the Kitten, Commander, Jester, Male Mouse Students, Martian Mouse, Museum Manager, Narrador, Salesmouse, Stinky Jr., Urfo Catcher, Momma Seagull, Elephants, Rhino, Ostrich, Lions, y Gorilla (en "Cast Away Tom"), Zap Men
- Patric Zimmerman - Balín (Tyke)

### Doblaje latinoamericano
- Arturo Mercado, Mario Castañeda (resto) - Tom, Droopy
- Diana Santos, Rommy Mendoza (resto) - Jerry
- Raúl Aldana, Luis Alfonso Mendoza, Yamil Atala (resto) - Dripple, Balín (Tyke)
- Francisco Colmenero, Mario Castañeda (resto) - Lobo McWolf
- Esteban Siller - Balón (Spike)
- Rommy Mendoza - Miss Vavoom, Cleogata

## Producción y emisión
La serie fue una coproducción entre Hanna-Barbera y Turner Entertainment Co, y fue la segunda serie de Tom y Jerry de la primera después de El show de Tom y Jerry en 1975. Esta es la primera serie de Tom y Jerry producida por Turner Entertainment, después de que compraron la franquicia Tom y Jerry a Metro-Goldwyn-Mayer en 1986. La empresa matriz Turner Broadcasting System compraría los estudios Hanna-Barbera a finales de 1991 a partir de la tercera temporada. Quizás las diferencias más notables con los cortos clásicos sean la apariencia (y las edades) de la pareja. Los pequeños Tom y Jerry fue uno de los últimos dibujos animados del sábado por la mañana de Hanna-Barbera antes de centrarse en producir programas específicamente para Cartoon Network.
En 1994, Fox canceló la serie y finalizó su emisión en Fox Kids el 4 de septiembre de 1994, pero pronto comenzó a transmitirse en reposiciones en Cartoon Network (que Turner lanzó para mostrar su gran biblioteca de animación, incluido el Tom y Jerry original) en 1995, y terminó en 2007[cita requerida] cuando el programa fue eliminado de la programación de Cartoon Network y trasladado a su canal hermano Boomerang. Sin embargo, hizo un breve regreso a las ondas de Cartoon Network el 4 de junio de 2023, durante un maratón que consistió en otros programas de Tom y Jerry. Spacetoon transmitió este programa del 13 de julio de 2000 al 31 de diciembre de 2004.
“Tom & Jerry Kids” contó con la participación de Frank Welker como la voz de Tom y Jerry, un actor de doblaje muy reconocido en la industria de la animación. Además, la serie mantuvo el formato de segmentos múltiples en cada episodio, similar a otros programas de Hanna-Barbera de la época, e incluyó personajes originales como Slowpoke Antonio, un primo de Jerry con acento mexicano.